# France (paquebot)
France puis Norway puis Blue lady
Pour les articles homonymes, voir France (homonymie), Norway et Blue Lady.
Le paquebot France (troisième du nom, rebaptisé Norway en 1979, puis Blue Lady en 2006) est un paquebot transatlantique construit aux Chantiers de l'Atlantique, à Saint-Nazaire, où il est mis à l'eau le 11 mai 1960 en présence du président de la République française, le général de Gaulle. Avec ses 314 mètres de long, il est pendant toute sa période d'activité le plus long paquebot (navire à passagers) jamais construit au monde jusqu'au lancement en 2004 du Queen Mary 2, long de 345 m (1 132 ft). Il est ainsi resté pendant 42 ans le plus grand paquebot au monde, un record encore actif aujourd'hui. Symbole du prestige de la France gaullienne, dont la fin de l'exploitation en France fut elle symbolique de la crise des années 1970, il fut surnommé le « petit frère du Normandie » par les chantiers de l'Atlantique.
Son port d'attache est Le Havre et il est mis en service en janvier 1962, pour le compte de la Compagnie générale transatlantique (CGT). Luxueusement meublé, le paquebot a été décoré par plusieurs peintres de l'École de Paris, notamment par Louis Vuillermoz.
Pendant douze ans, il assure des traversées transatlantiques et quelques croisières autour du monde, jusqu'en septembre 1974. Son désarmement est brutalement décidé avec l'accord du président de la République, Valéry Giscard d'Estaing, pour cause de non-rentabilité, alors qu'il s'était engagé, au cours de sa campagne électorale, à le maintenir en service.
Revendu d'abord à l'homme d'affaires saoudien Akram Ojjeh, en 1977, puis à un armateur norvégien en 1979, rebaptisé Norway, il assure alors, après plusieurs transformations, des croisières en mer des Caraïbes. Revendu à un ferrailleur, il est rebaptisé Blue Lady en 2006 et son démantèlement prend fin en 2009 en Inde, sur le chantier d'Alang.

## Nom
Deux paquebots ont précédemment été baptisés France : le premier en 1864 et le deuxième en 1912.

## Construction
Le navire est conçu pour être le plus long paquebot de son époque et capable de naviguer à 31 nœuds, pour permettre de traverser l'Atlantique en cinq jours et ainsi le rentabiliser.

### Construction de la coque
Le navire France est construit aux Chantiers de l'Atlantique, sous le nom de code G19 ; plusieurs milliers de plans sortent du bureau d'études, la première tôle de la quille est posée le 7 octobre 1957, sur la cale no 1 de Penhoët, à Saint-Nazaire, là où a été construit le Normandie. Les services techniques du chantier s'étaient intéressés, dès 1935, à la construction d'un « petit frère » du Normandie, appelé Bretagne, mais la guerre avait contrarié le projet.
Le chantier emploie 1 300 ouvriers à la construction de la coque, sous la supervision d'Alfred Lafont, qui contrôle la conception et l'exécution du projet, avec Antoine Barthélemy, ingénieur général du génie maritime, et Jean-Paul Ricard, ingénieur en chef de la partie technique. La construction se déroule sur quatre ans. 7 500 plans sont nécessaires, dont 3 295 pour la machinerie, auxquels s'ajoutent 42 000 croquis de préfabrication.
Les pièces constituants l'ensemble du navire proviennent de différents sites industriels : le gouvernail est construit par les chantiers de La Ciotat ; les arbres d'hélice le sont aux ateliers du Creusot ; l'étambot est coulé dans l'usine du Saut-du-Tarn ; la mèche de safran (gouvernail) est fabriquée aux usines Saint-Jacques à Montluçon. Le France renferme 46 kilomètres de conduits de ventilation, 100 km de tuyaux d'acier et 160 en cuivre.
La quille est entièrement posée à la mi-janvier 1958. Les éléments suivants sont préfabriqués en « bloc » dans des halles d'assemblages , manutentionnés par des grues géantes, ce qui est depuis cette époque la norme, chaque bloc pesant entre 30 et 80 tonnes. Les blocs sont ensuite assemblés sur la quille, puis les uns aux autres. Six mille tonnes de tôles sont assemblées en octobre, l'étambot prend place le 19 décembre ; vingt mille tonnes sont assemblées fin 1959. Le 24 novembre de cette année, le dernier élément de 31 tonnes est assemblé. L'assemblage est rendu plus compliqué par la dilatation due à la chaleur pendant la journée et par l'inclinaison de la cale de lancement, qui oblige à corriger les angles. La peinture de la coque commence en mars 1960 et le mât-radar de 30 mètres est posé le 3 mai.

### Lancement
Le lancement de la coque à lieu le mercredi 11 mai 1960, devant une centaine de milliers de spectateurs, pour certains venus par des trains et avions spécialement affrétés pour l'occasion. Après les discours de circonstance, le navire est béni par Mgr Villepelet, évêque de Nantes, à 15 h 50. Sous la coque, des ouvriers s'activent pour enlever les cales et accores qui retiennent le navire. Sur le pont, le commandant Georges Croisile assure la manœuvre.
Le navire est lancé à 16 h 15, une demi-heure avant la pleine mer, afin de profiter du courant de flot entrant dans l'estuaire de la Loire (le jour fut choisi car il correspondait à un jour de la première marée avec un marnage suffisant), et quinze ans jour pour jour après la libération de la poche de Saint-Nazaire. Sa marraine, Mme Yvonne de Gaulle, épouse du général, coupe le ruban tricolore qui retient la bouteille de champagne qui vient frapper l'étrave, et le France glisse sur les rampes de bois, puis pénètre dans l'eau à 33 km/h en provoquant une vague déferlante. Après l'immobilisation du navire au milieu de l'estuaire, sept minutes plus tard, six remorqueurs l'entourent et le prennent en charge pour l'amener vers la forme Joubert, d'où quatre le font accoster ensuite au quai de Penhoët. À 16 h 30, le général de Gaulle prononce un discours, qui s'achève par « Et maintenant, que France s'achève et s'en aille vers l'océan, pour y voguer et servir ! Vive le France, vive la France ! »

### Finitions
Dans la forme Joubert amarré au quai d'armement, débute l'installation de divers équipements de la coque, en commençant par le gouvernail de 74 tonnes et sa mèche de 29 tonnes, ainsi que les quatre arbres d'hélice de 53 tonnes chacun le 18 juillet 1960. Cela continue avec les grands locaux, le cloisonnement des ponts, les installations électriques et la ventilation.
La construction des cheminées s'achève le 11 mars 1961 par la pose des fameux ailerons caractéristiques. Ceux-ci sont conçus pour éviter que les fumées ne se rabatte sur le pont supérieur en utilisant les vortex de bout d'aile ; l'autre solution pour éviter les retombées de suie consistait à avoir des cheminées cylindriques, hautes et étroites, ce qui ne correspondait pas avec l'esthétique du France. Les ailerons furent conçus pour évacuer la fumée par les côtés et ont été testés en soufflerie à l'ENSMA de Poitiers. Finalement, les cheminées pesaient 40 tonnes l'unité, dont 19 pour les ailerons et 2 pour le chapeau ; elles mesuraient 15,6 mètres de haut, 19,8 mètres de long à la base pour 9,5 mètres de large ; l'envergure des ailerons était de 19 mètres.
En juillet 1961, le France entre une dernière fois en cale sèche. Les hélices à quatre pales fabriquées par des fonderies marseillaises y sont installées. Les hélices bâbord sont en cuivre et pèsent 27 tonnes ; celles de tribord sont en alliage de cupro-aluminium et pèsent 25,4 tonnes ; toutes quatre mesurent 5,8 mètres de diamètre et ont été testées au bassin d'essais des carènes de Paris. La décoration intérieure des locaux est terminée et, le 11 novembre 1961, les 8 000 ouvriers de tous les corps de métiers des Chantiers de l'Atlantique montent à bord pour admirer leur travail terminé. Le 19 novembre à 14 h, le France quitte Saint-Nazaire en direction du Havre, son port d'attache. Il effectue ses essais en mer près de Belle-Île sur la base de vitesse des Glénan. Son premier commandant est le capitaine au long cours Georges Croisile.

### Décoration

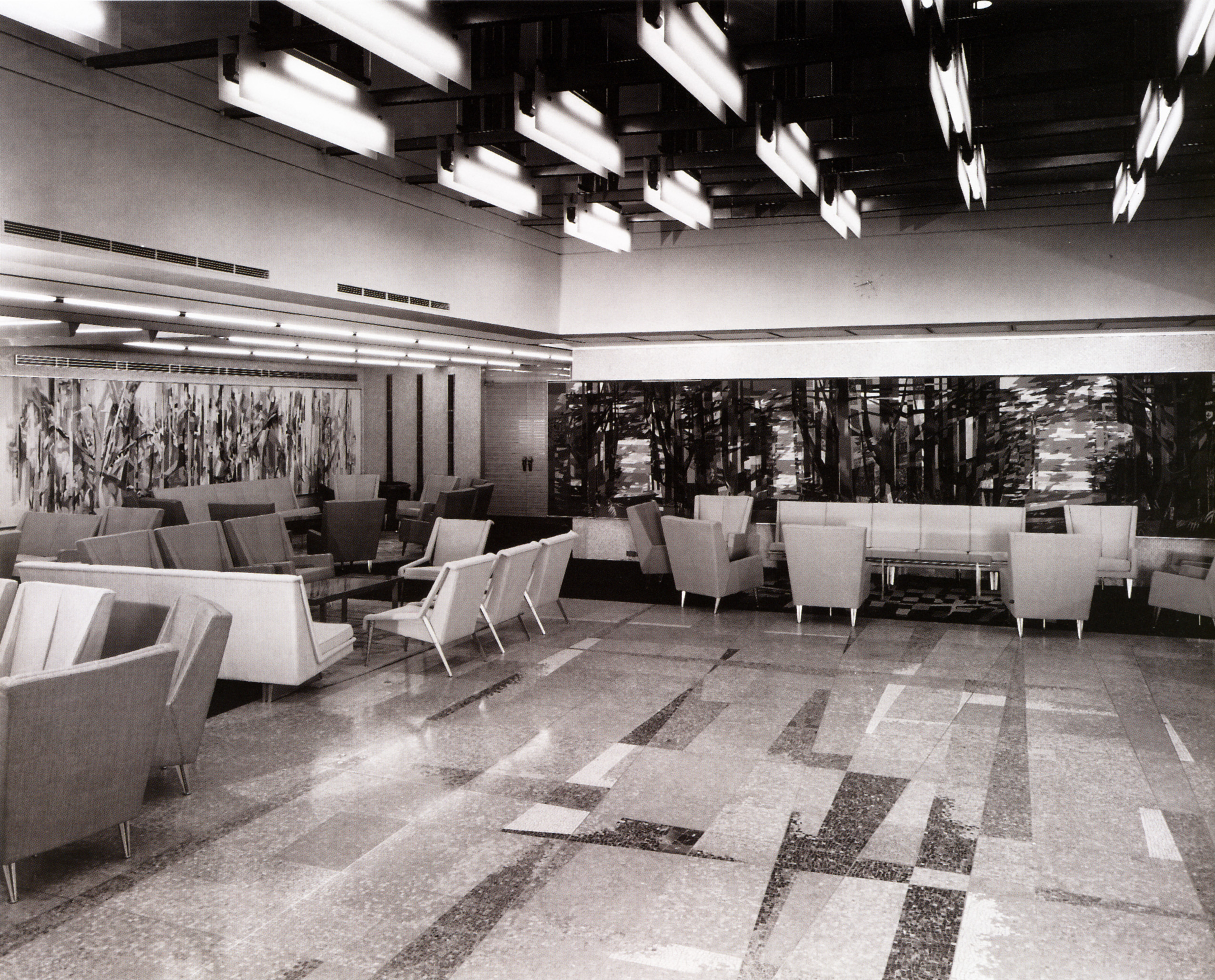
Grand salon de première classe.

Parmi les artistes ayant participé à sa décoration, le peintre de la Marine Jean-Pierre Alaux, Yvonne Jean-Haffen, Jean Dries pour l'appartement Flandres, Maxime Old, Jean Bazaine…
La Compagnie générale transatlantique confie à Jean Mayodon la réalisation de la fontaine de la piscine de 1re classe. Max Ingrand a également participé à la décoration de la piscine.
Une importante tapisserie en trois parties, Les Phases du temps, 17,50 × 4 m, réalisée par Jean Picart Le Doux, décore le fumoir de 1re classe ; il est l'auteur de deux autres tapisseries pour des appartements de luxe.

### Innovations techniques
Le France comporte un certain nombre d'innovations techniques : il dispose de superstructures en tôles d'alliage léger d'aluminium ; la coque est presque entièrement soudée avec un léger bulbe d'étrave, à l'exception de certains joints longitudinaux rivetés lui permettant d'avoir un tirant d'eau relativement faible, 10,48 m à pleine charge. Son déplacement est de 25 % inférieur à celui du Normandie bien qu'ayant des dimensions semblables. Ceci lui permettra d'atteindre la vitesse de 31 nœuds.
La chaufferie est également d'un type nouveau, de grande puissance, entrainant des turbines à vapeur à haute pression (65 bars) et haute température (500 °C), offrant un meilleur rendement. Ainsi, le France ne possède que huit chaudières, contre 29 pour le Normandie (fonctionnant à 28 bars et 350 °C), dégageant une économie de combustible (mazout) estimée alors entre 40 et 50 %.
Une innovation étonnante pour l'époque consiste en quatre ailerons stabilisateurs de roulis, fabriqués par la société « Provence de Constructions Navales et Industrielles ». Ils sont groupés par paire de chaque côté, espacés et fixés sur la coque au niveau du bouchain ; lorsqu'ils ne sont pas utilisés, ils rentrent dans un logement aménagé dans la coque des œuvres vives. Les ailerons comprennent deux volets oscillants permettant d'ajuster finement la force de antiroulis.
Chaque cabine passagers et les postes d'équipage disposent également de l'air climatisé, alimenté par 102 climatiseurs Westinghouse, ce qui était considéré comme un luxe à l'époque.

## Carrière commerciale
Bien que lancé à la fin de l'époque des grands paquebots transatlantiques, et que la direction de la Compagnie Générale Transatlantique sût qu'il ne serait pas rentable à long terme[Pas dans la source], le paquebot France a relativement bien réussi commercialement parlant. Il a transporté plus de 588 000 passagers sur la ligne Le Havre-New York, soit un taux de remplissage moyen de 77 %, taux qui monte à 91 % pour les croisières touristiques d'hiver.
Malgré cela, les comptes d'exploitation n'ont jamais été à l'équilibre, et seule les subventions de l'État ont maintenu le paquebot à flot. Un rapport de Valéry Giscard d'Estaing préconisait d'ailleurs son désarmement bien avant le choc pétrolier de 1973 qui fit exploser les coûts d'exploitation et provoqua son arrêt, l'État refusant d'ajuster la subvention.

### Croisière inaugurale
Le France arrive au Havre le 23 novembre 1961 à 12 h 45. Il effectue une seconde série d'essais en mer en décembre, fait une brève escale à Southampton, puis il est inauguré le 11 janvier 1962 en présence de Michel Debré, alors Premier ministre, et d'autres ministres comme Valéry Giscard d'Estaing. Le soir du 13 janvier, le bal des Petits lits blancs est organisé sur le France.
Le 19 janvier 1962 à 23 h, le France part pour sa croisière inaugurale avec 1 705 passagers, dont Yvonne de Gaulle qui est aussi marraine du navire, le chanteur Tino Rossi et le fantaisiste Jean Rigaux. La croisière se rend à Santa Cruz de Tenerife dans les îles Canaries, où le bateau fait escale le 22 janvier. Le 26 janvier, au large du golfe de Gascogne sur son voyage retour, il croise le paquebot Liberté qui l'avait accueilli à son arrivée au Havre et qui, pour son dernier voyage, se rend aux chantiers de démolition de La Spezia en Italie ; il avait lui aussi eu pour commandant Georges Croisile. Après une escale à Southampton, la croisière du France s'achève au Havre le 27 janvier.

### Première traversée transatlantique
La première traversée transatlantique a lieu le 3 février 1962. 1 806 passagers sont à bord : 580 en première classe et 1 226 en classe touriste. Des milliers de Havrais sont présents sur les quais afin d'assister au premier départ du France vers New York. Propulsé par 160 000 chevaux, la traversée dure cinq jours dont quatre se déroulent par gros temps. À son arrivée dans la rade de New York le 8 février 1962, en croisant la statue de la Liberté, le paquebot France est accueilli par une parade de remorqueurs, bateaux-pompes, embarcations privées, qui l'accompagnent, ainsi que d'hélicoptères et d'avions. Pendant sa remontée de l'Hudson, il est salué par des milliers de personnes présentes sur les rives. Le paquebot aborde son quai et reste amarré cinq jours au Pier 88 — celui qui avait été aménagé pour le Normandie — où est organisée à bord une exposition du goût français. François Reichenbach a réalisé un film documentaire pendant ce voyage, Week-end en mer, sorti en 1962.
Pendant sa carrière de 18 ans sous pavillon français, le paquebot transporte de nombreuses personnalités comme passagers, à l'instar de Jackie Kennedy, Audrey Hepburn et Grace Kelly ou encore Alfred Hitchcock, Michèle Morgan, James Stewart, Dwight Eisenhower, Eugène Ionesco, Bourvil, Jean-Paul Belmondo, Alberto Giacometti, Joseph Kessel, Louis de Funès et les acteurs du film Le Gendarme à New York, Alain et Nathalie Delon, Johnny Hallyday et même La Joconde, dans une cabine adaptée.

## Désarmement

### Origines du désarmement

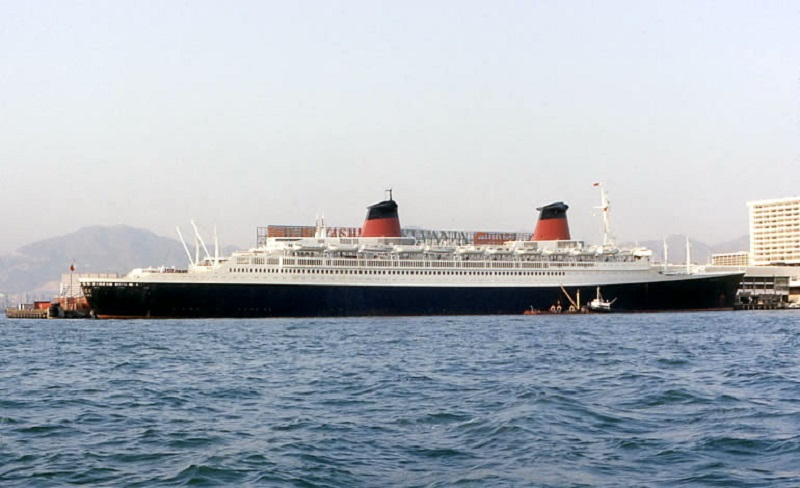
Le France à quai dans le port d'Hong Kong lors de son deuxième tour du monde.

En 1965, les recettes dégagées par le navire sont pour la première fois inférieures aux dépenses, ce qui est accentué par les grèves et événements de mai 68 qui entraînent de fortes augmentations de charges. Le Queen Elizabeth 2 entre en service en 1969 et lui mène une rude concurrence. Cette même année, le paquebot américain United States, détenteur du Ruban bleu, est désarmé pour non-rentabilité. La dévaluation du dollar en 1973 fait perdre encore plus d'argent à la Compagnie Générale Transatlantique. Les hausses du prix du mazout provoquées par le premier choc pétrolier de 1973, conjuguées avec la baisse des subventions de l'État français comblant le déficit, aggravent encore la situation, augmentant les rumeurs de désarmement, notamment après le deuxième tour du monde du paquebot. En 1974, le paquebot transatlantique est en effet devenu un moyen de transport obsolète, en déclin inexorablement depuis plus de dix ans. Le nombre de passagers ne cesse de baisser après un âge d'or dans les années 1950, qui se termine avec l'arrivée des premiers avions à réaction, DC-8 et Boeing 707.

### Annonce du désarmement
Le suspense continue à propos d'un éventuel désarmement du navire, alors qu'une réunion interministérielle doit se tenir en avril 1974. Mais Georges Pompidou meurt le 2 avril et Valéry Giscard d'Estaing, candidat à la présidence, déclare durant la campagne présidentielle vouloir maintenir le navire en service. Pourtant, sa promesse est vite oubliée après son élection et le nouveau gouvernement de Jacques Chirac décide, le 1er juillet 1974, de mettre fin à la prise en charge du déficit de la Compagnie Générale Transatlantique. Celle-ci annonce, le 8 juillet, que le France sera désarmé à la fin de la saison des traversées, le 25 octobre. Les réactions sont nombreuses : des comités de soutien se forment, des pétitions sont signées, de nombreux articles de presse le défendent.
À quai, au Havre on peut voir des manifestations de soutien : des passagers occupent le navire à plusieurs reprises, par solidarité avec l'équipage. La Transat annonce tout de même les deux dernières traversées de 1974 : Le Havre—New York du 11 au 17 octobre, puis New York—Cannes du 18 au 25 octobre. De nombreuses places sont réservées pour ces traversées, même si célébrer la fin du France au champagne est aussi vu comme une provocation.
Le 19 juillet 1974, une manifestation menée par Henri Krasucki, délégué national de la CGT, et par André Duroméa, maire du Havre, entraîne un retard de huit heures à l'appareillage, le France ne pouvant partir qu'à 21 h 5.

### Mutinerie de l'automne 1974
Le mercredi 11 septembre 1974, le navire approche du Havre au retour de New York. À 21 h 6, une délégation de 50 à 60 hommes d'équipage arrive sur la passerelle du navire, où se trouve le commandant Christian Pettré. La délégation est emmenée par Marcel Raulin, un garçon de cabine, président du comité intersyndical du bord, et comprend les secrétaires des fédérations syndicales ainsi que plusieurs délégués de l'équipage, du comité central d'entreprise et du comité d'établissement du Havre. Si un mouvement social et une mutinerie étaient attendus, ses modalités en mer surprennent. Une action d'ampleur était prévue, mais à l'issue du dernier voyage : il semble qu'un noyau d'une centaine de salariés plus décidés aient anticipé l'action. Les rivalités entre CFDT et CGT, ainsi que des différences de reclassement et d'avenir entre équipage, reclassé sur d'autres navires de la CGM, et personnel de cabine, assuré d'être licencié, sont les facteurs qui ont joué. Les Renseignements généraux savaient qu'une action se préparait, sans en connaître la date ; des représentants syndicaux étaient montés à bord à Southampton sans qu'une réunion générale ait été organisée ; les garçons de service en restauration avaient gardé leur tenue noire au lieu de l'habituelle blanche, « en signe de deuil »[réf. nécessaire].
Les ordres donnés à la salle des machines sont contradictoires, mais la vitesse est réduite en quelques minutes ; des sonneries d'alarme se déclenchent dans les compartiments machines ; la l'embarcation du pilote L'Alexandre ne peut accoster le paquebot. D'autres mutins pénètrent dans les machines. Marcel Raulin ordonne au commandant de diriger le France vers l'entrée du port et de mouiller entre les bouées 9 et 12 afin de bloquer son entrée, tout en annonçant aux passagers l'opération en cours. Celle-ci avait pour nom de code « Amenez les oranges ». C'est la première fois qu'une mutinerie de cette ampleur a lieu sur un bateau à l'entrée du port (Le Provence avait déjà été immobilisé pendant 48 heures, mais à quai, en décembre 1965, pour protester contre la vente du navire. Cinq cents passagers étaient à bord[réf. nécessaire]).
À 23 h 50, le commandant s'adresse aux passagers pour les rassurer ; la délégation confirme à minuit qu'elle ne s'opposera pas à leur débarquement. La passerelle et la salle des machines sont évacuées. À 9 h 10 le 12 septembre, le ferry Viking III de la "Townsend Thoresen" accoste le France en se mettant à couple, et les passagers sont transbordés par une coupée. Les remorqueurs Abeille 26, Abeille 27 et Abeille 28 transbordent les bagages à terre. Le débarquement des 1 266 passagers est achevé à 16 h 15, sans incident. Alors que le ferry s'éloigne, des passagers restés à bord massés sur sa plage arrière entonnent Ce n'est qu'un au revoir, puis crient « Vive le France ! ».
La grève se poursuit à bord pour les 964 membres de l'équipage et du personnel de cabine. Les marins grévistes forment un « gouvernement de bord ou de crise » (Raulin en est le « Premier ministre ») ; ils impriment un journal quotidien, Le (la) France en rade, et tiennent un « conseil des ministres » chaque matin . Les officiers refusent de s'associer au mouvement. Les mutins se rendent compte que le commandant a fait mouiller le navire en dehors du chenal, afin que les navires arrivant au port du Havre puissent toujours passer, dans un souci de sécurité.
À terre, les négociations avec les syndicats mettent du temps avant de commencer. Jacques Chirac, alors Premier ministre, rencontre les membres de la compagnie et confirme sa décision avec fermeté : fin de l'exploitation du navire, annulation des voyages suivants prévus. De plus, il organise un blocus du navire par la marine nationale : il semble que le gouvernement ait voulu éviter une expérience autogestionaire semblable à celle de Lip. La Compagnie Générale Transatlantique porte plainte contre les mutins (plainte retirée en décembre, à la fin du mouvement). Un comité de défense du paquebot est créé par André Duroméa et regroupe 31 organisations du Havre ; 40 000 personnes signent une pétition adressée au Président de la République. Des manifestations ont lieu les 12, 20 et 28 en soutien à l'équipage mutiné, mais ne rassemblent pas plus de 3 000 personnes. Le gouvernement a cependant d'autres priorités à ce moment précis (prise d'otages à La Haye le 13, attentat à Paris le 15).
Le conflit se durcit : le maire du Havre va retrouver les mutins à bord d'une vedette, malgré le refus du sous-préfet ; une grève générale est lancée dans toute la marine marchande française, les 16 et 17 septembre. Bien suivie le premier jour, elle s'effondre ensuite . Le 18, les voyages restants sont officiellement annulés par la Transat ; une barge pétrolière ravitaille en combustible le France le même jour, ce qui laisse penser à un conflit durable. Le problème du ravitaillement en vivres se pose : celui-ci est refusé par la Transat, mais est effectué par un chalutier, le Saint-Joseph, qui tente d'amener 500 kg de tomates, 3 tonnes de pommes de terre et 800 kg de carottes provenant d'organisations de soutien diverses (dockers, ouvriers, Secours Populaire, etc.). Le chalutier est alors bloqué, mais une manifestation à la sous-préfecture pousse la Transat à accepter le ravitaillement.
La première personne à quitter le navire est un garçon d'hôtel, Michel Duchemin, qui se jette à l'eau, vite secouru par les bateaux du blocus mis en place autour du bâtiment. Le 23 septembre, un plan est proposé par le ministre de l'Intérieur, Michel Poniatowski, pour reconvertir le France en paquebot de loisirs uniquement. Mais le même jour, le vent se lève sur rade, obligeant à mouiller une deuxième ancre pour garantir la sécurité du mouillage . Les vents forcissant entre 8 et 10 Beaufort, le navire quitte son mouillage le 24 septembre au matin et s'éloigne à deux milles au large de Saint-Vaast-la-Hougue, pour se mettre à l'abri de la péninsule du Cotentin ; la baisse des réserves de combustible l'empêche de naviguer plus loin ou de rester dans la rade du Havre. À Saint-Vaast, un patrouilleur de la Marine nationale empêche tout bateau de s'approcher à moins de 100 mètres. Le France est alors isolé et ne peut revenir au Havre, puisque deux bouées ont été mouillées à son ancien emplacement.
Alors que les défections augmentent avec la lassitude et le découragement, les responsables syndicaux rencontrent ceux de la Compagnie Générale Maritime (CGM), le 4 octobre, et trouvent un accord permettant aux marins de regagner Le Havre, après 23 jours de conflit. Le France quitte Saint-Vaast le 9 octobre, avec 540 hommes encore à bord, et revient au Havre quai Joannès-Couvert, où moins de huit cents personnes sont là pour accueillir les mutins.
Un noyau dur de 121 grévistes CGT continuent l'occupation du paquebot jusqu'au 8 décembre. Une fois le navire vidé de tous ses occupants, il est déplacé dans l'arrière-port.

### Au quai de l'oubli

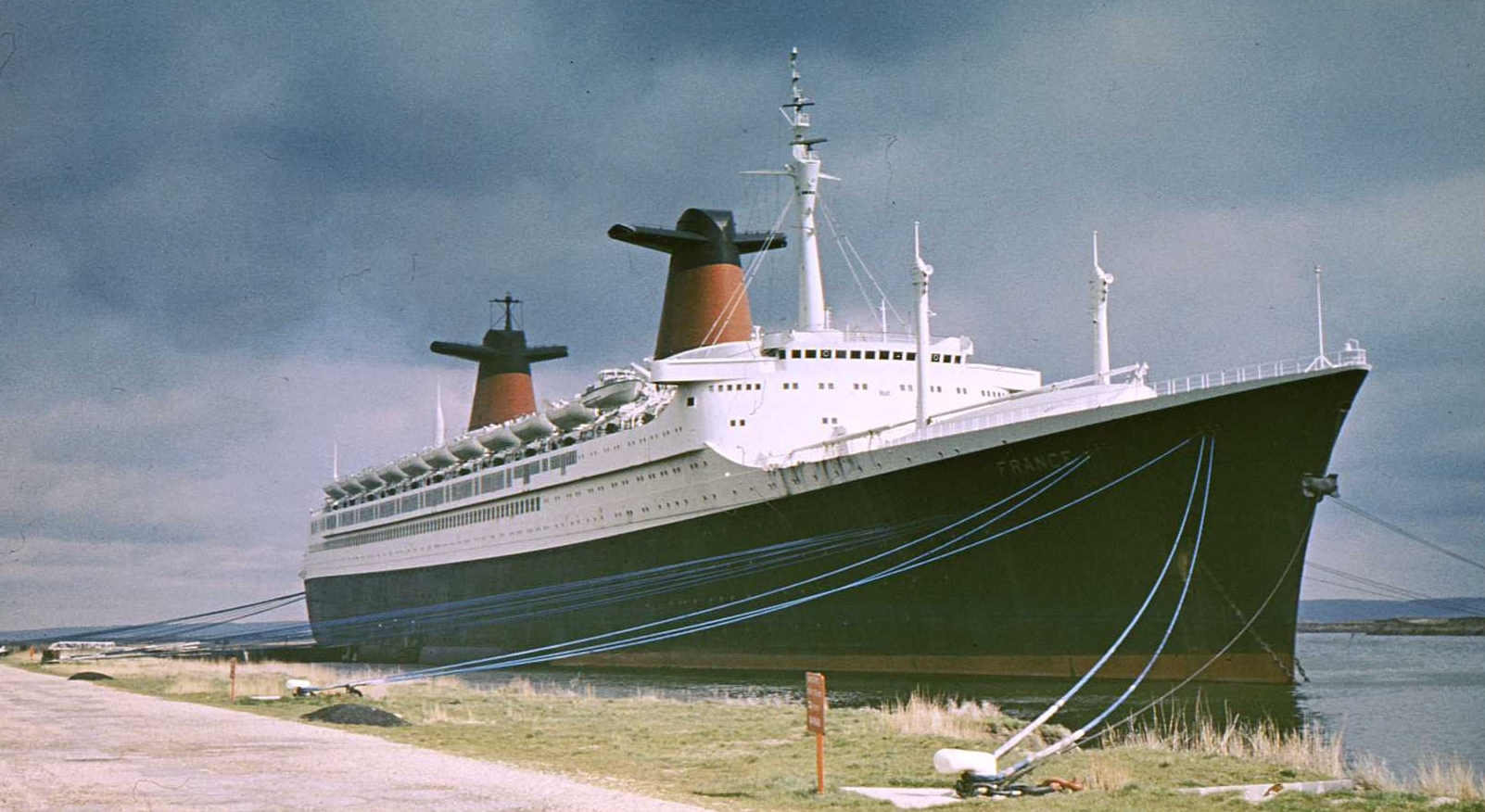
Le France reste désarmé au « quai de l'oubli » de décembre 1974 à août 1979.

Le 19 décembre 1974, le France est remorqué du quai Joannès-Couvert vers le canal central dans la zone industrielle du Havre, par quatre remorqueurs. Le navire est amarré près des complexes pétrochimiques et va rester à cet endroit pendant quatre ans et demi, endroit qui est alors surnommé le « quai de l'oubli » ou le « quai de la honte ». Le commandant Pettré débarque le 21 décembre, et seuls quarante hommes restent à bord pour maintenir une chaudière en activité, afin de produire le minimum d'énergie pour le chauffage et l'éclairage nécessaire. Cet abandon signifie aussi la fin des traversées transatlantiques pour la ville du Havre et de nombreuses suppressions d'emplois à terre, malgré les promesses de réemploi de la CGM. 2 500 emplois sont directement supprimés par le désarmement du France, quelques milliers d'autres sont menacés indirectement.
L'entretien, le gardiennage et les frais de port du navire coûtent encore 200 000 francs par mois, la dernière chaudière est arrêtée le 29 avril 1975. Six hommes restent à bord pour le gardiennage et la veille, pendant que l'électricité est raccordée au quai. Le France ne sortira du « quai de l'oubli » qu'une seule fois pendant ces quatre années, le 6 mai 1975, alors qu'une tempête casse ses amarres et le met en travers du chenal. Il revient à plusieurs reprises en tête de l'actualité : lorsque Michel Sardou interprète la chanson Le France, dont 500 000 exemplaires sont vendus en deux semaines et près de 1 000 000 écoulés au total ; ou lorsque, le 17 octobre 1975, une cinquantaine de grévistes d'ATO-chimie montent à bord pour déployer leurs banderoles ; d'autres grèves et manifestations utilisent le France comme symbole. Cinq ou six jours par an, des visites sont organisées, avec 50 000 à 60 000 visiteurs ; le quai de l'oubli devient un but de promenade de fin de semaine : le France devient un symbole d'une ville et d'un pays en crise.
Diverses propositions de réutilisation du navire apparaissent : ainsi Michel Crépeau, maire de La Rochelle, propose de l'amarrer entre l'île de Ré et La Pallice, pour en faire une maison de retraite pour marins ; un chirurgien parisien propose de le convertir en navire-hôpital au large du Liban, alors en pleine guerre civile ; une suggestion d'école hôtelière itinérante apparaît même. Des propositions plus sérieuses consistent en la revente du navire à une société de loisirs pour être reconverti en navire de croisière ou en hôtel flottant. Le musicien et patron de boîte de nuit marseillais Marcel Rossi crée un comité de sauvegarde du paquebot qui vise à le transformer en centre de loisirs flottant et en casino, amarré face au port de l'Estaque à Marseille. Le projet le plus sérieux vient de la ville de Montréal, pour les jeux olympiques d'été de 1976, mais il échoue. En novembre 1976, le France est mis quelques semaines en cale sèche, pour le débarrasser des algues et coquillages accrochés sur sa coque, puis il revient à son quai de l'oubli.

### Rachat et changement de nom
Finalement, le paquebot France est racheté le 24 octobre 1977 par Akram Ojjeh, riche homme d'affaires saoudien, pour 80 millions de francs. S'il dit l'avoir fait pour « le protéger des ferrailleurs », le France ne navigue toujours pas. L'armateur norvégien Knut Ulstein Kloster, propriétaire de la société Norwegian Caribbean Line (NCL), négocie alors avec Akram Ojjeh et lui rachète le navire le 25 juin 1979, pour 77 millions de francs. L'armateur annonce que le paquebot va être renommé Norway et qu'il naviguera, mais dans une configuration pouvant accueillir plus de passagers et avec un équipage réduit et « bon marché ».
Malgré diverses propositions de marché, les chantiers navals du Havre ne remportent pas l'appel d'offres pour la transformation du navire ; le départ du Norway est annoncé pour le 15 août 1979 à destination de Bremerhaven, en Allemagne. Après plus de quatre ans à quai, le navire est devenu un symbole pour une ville en crise : une grève générale transforme Le Havre en ville morte . Les Havrais manifestent ce jour-là, bloquent l'écluse François Ier pour retenir le remorqueur Abeille Provence, soutenus par l'équipage, solidaire du mouvement. Les contestataires sont délogés par les CRS pendant la nuit, mais les remorqueurs ne sortent pas. La situation s'envenime même politiquement et l'armateur fait intervenir deux remorqueurs néerlandais pour que le navire appareille le 17 août. Un coup de vent oblige le Norway à rester une nuit de plus à quai.
Il quitte Le Havre et la France, le lendemain matin, 18 août 1979, remorqué par l’Abeille Provence. L'émotion est forte dans la foule qui observe silencieusement le départ et est également traduite par l'absence de réponse des remorqueurs aux trois coups de sirène traditionnels du paquebot. Dans son voyage tout au long des côtes françaises, un public nombreux le regarde passer depuis les hauteurs des falaises.

## LeNorway

### Transformations et premières croisières

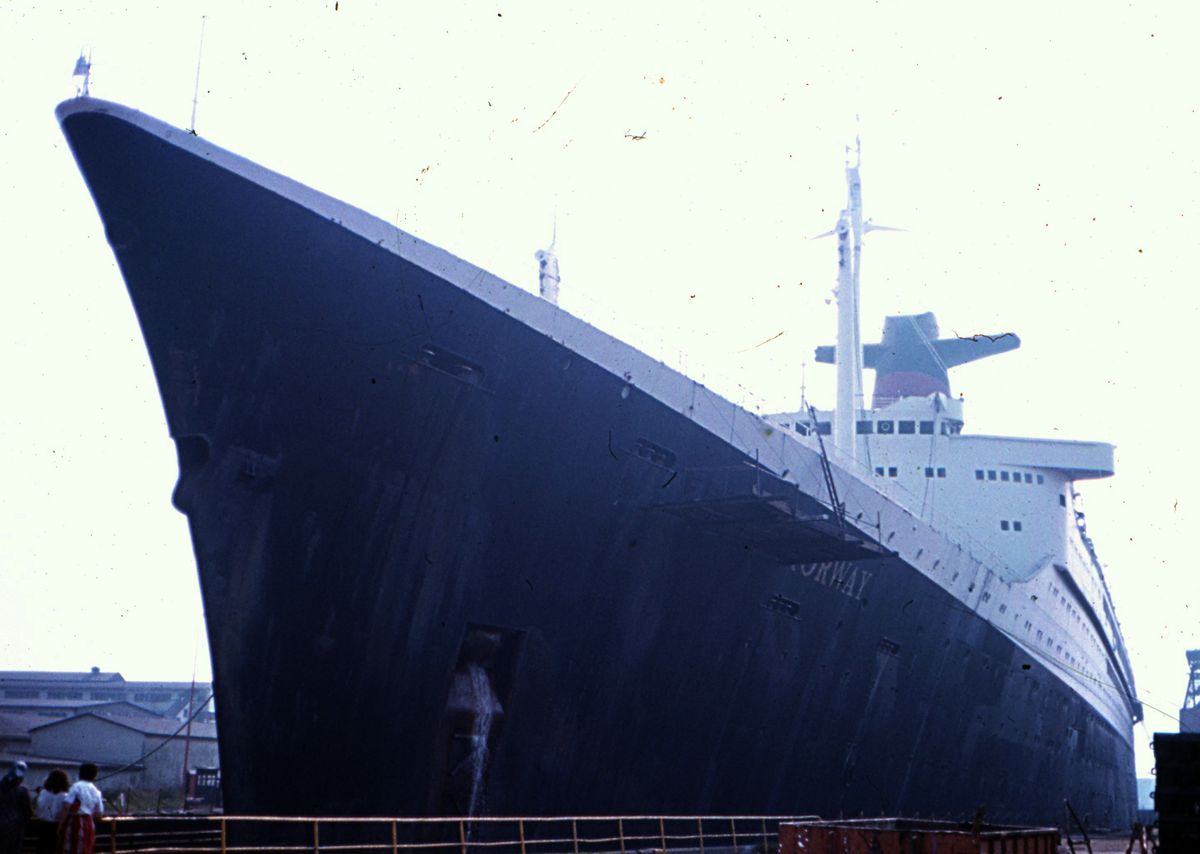
Le Norway en cale sèche à Bremerhaven en 1979.

Le 22 août 1979, le Norway arrive à Bremerhaven et entre en cale sèche aux chantiers navals le long de la Weser, pour des travaux de transformations qui dureront 32 semaines. L'appareil propulsif avant est entièrement déposé ainsi que les hélices extérieures, l'appareil propulsif arrière est entièrement automatisé actionnant les deux hélices restantes; la vitesse de croisière est ramenée à 16-18 nœuds et la consommation à 228 tonnes de mazout par jour. Trois propulseurs d'étrave sont posés ainsi que deux propulseurs transversaux arrière, afin de pouvoir se passer de remorqueurs dans les manœuvres de port. Le pont arrière est agrandi sur bâbord et tribord en porte-à-faux, une discothèque et un casino sont aménagés.
L'architecte naval danois Tage Wandborg revoit l'aménagement intérieur : seules quelques cabines, la bibliothèque, la salle de jeux des enfants, le salon de coiffure ainsi que le restaurant Versailles sont conservés et subsistent de l'ancien France. À l'extérieur, la coque du Norway est repeinte en bleu. Le navire terminé appareille le 15 avril 1980 pour des essais en mer et arrive le 2 mai à Oslo, en Norvège, pour une escale de présentation avec la visite par le roi Olav V et un grand feu d'artifice est tiré. Il rejoint ensuite Southampton, en Angleterre, pour effectuer sa première traversée transatlantique sous son nouveau nom. Durant ce voyage, une émission en direct est réalisée par une chaine de la télévision française, FR 3. Mais à Southampton, alors que certaines cabines ne sont toujours pas terminées, une inondation survient à bord, provoquant l'annulation de la croisière inaugurale. Réparé et aménagé, le Norway rejoint Miami, en Floride, son nouveau port d'attache américain. Au cours des années suivantes, il effectue des croisières d'une semaine dans les Caraïbes, embarquant 1 890 passagers et 790 membres d'équipage de toute nationalité.

### Transformations successives

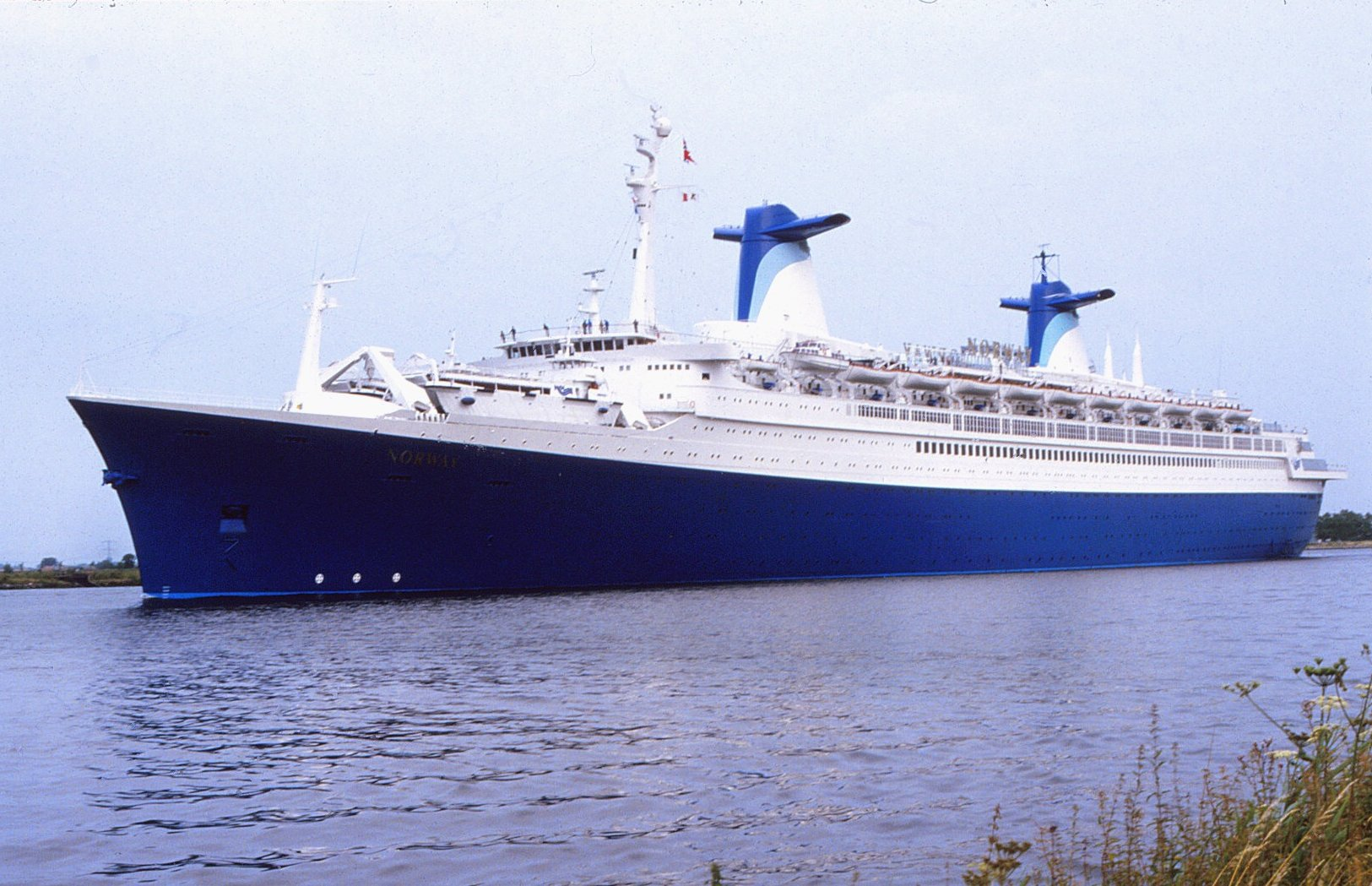
Le Norway à Amsterdam en décembre 1982.

En avril 1982, le Norway revient à Bremerhaven pour d'autres travaux de transformations : remplacement des hélices par deux nouvelles à quatre pales, ancre d'embossage, rénovation de 650 cabines et installation du téléphone par satellite. En septembre 1987, la propulsion est modernisée et le théâtre est rénové ; de nouvelles cabines sont installées en plus d'une boutique et des salles de conférence. La même année, les lois norvégiennes changeant, le navire passe sous pavillon des Bahamas, un pavillon de complaisance, afin, entre autres, de pouvoir embaucher des marins de pays où la main-d'œuvre est peu chère. Employés civils et marins de 25 nationalités différentes valent au Norway d'obtenir le pavillon de l'ONU.
À deux reprises, le Norway est symboliquement rebaptisé France pour deux croisières « à la française », embarquant entre autres de célèbres cuisiniers français, dont Paul Bocuse, Joël Robuchon, Troisgros, Guy Legay, Guy Savoy, Gaston Lenôtre, Léa Linster et Ginette Delaive-Lenoir. La première de ces croisières, du 1er au 10 décembre 1989, remporte un franc succès, mais la seconde, l'année suivante, sera plus mitigée.

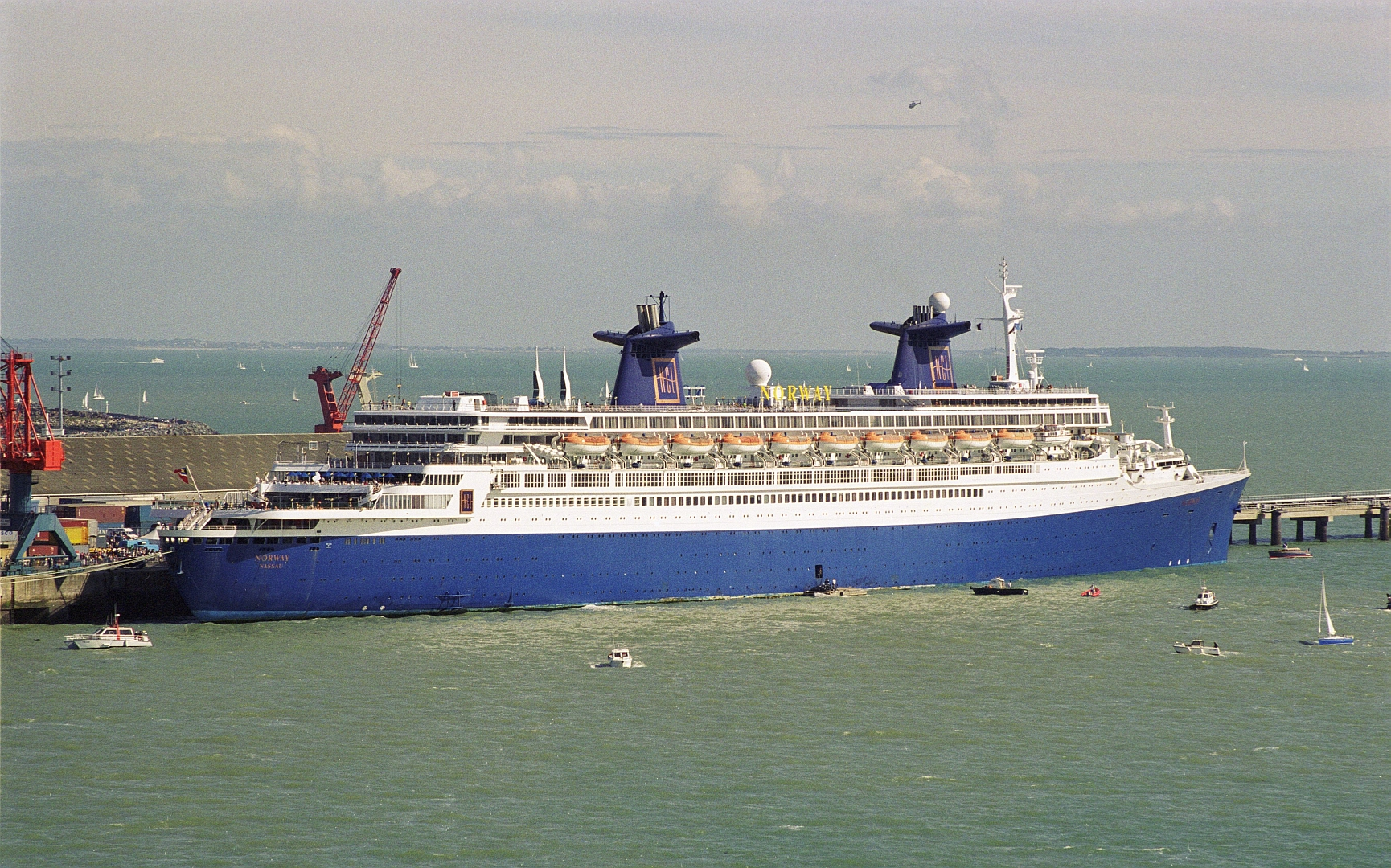
Le Norway à La Rochelle-Pallice le 31 juillet 1998.

Du 3 septembre au 3 octobre 1990, le Norway revient une nouvelle fois à Bremerhaven pour des transformations plus visibles de l'extérieur : deux ponts préfabriqués sont ajoutés au-dessus des anciens afin d'abriter 124 cabines de luxe, les cheminées sont dessoudées puis remises en place sur les nouveaux ponts, l'arrière du pont embarcations est redessiné. Le navire peut désormais accueillir 2 560 passagers et 950 membres d'équipage.
Le 10 septembre 1996, le Norway revient au Havre au départ de New York, après 17 ans d'absence. Le lendemain, il entre en cale sèche dans la forme King George V à Southampton pour les dernières transformations : modernisation de cabines, transformation de magasins et des cheminées qui n'évacuent plus la fumée par les ailerons mais par une tuyauterie verticale plus efficace.

## Avarie et fin de vie

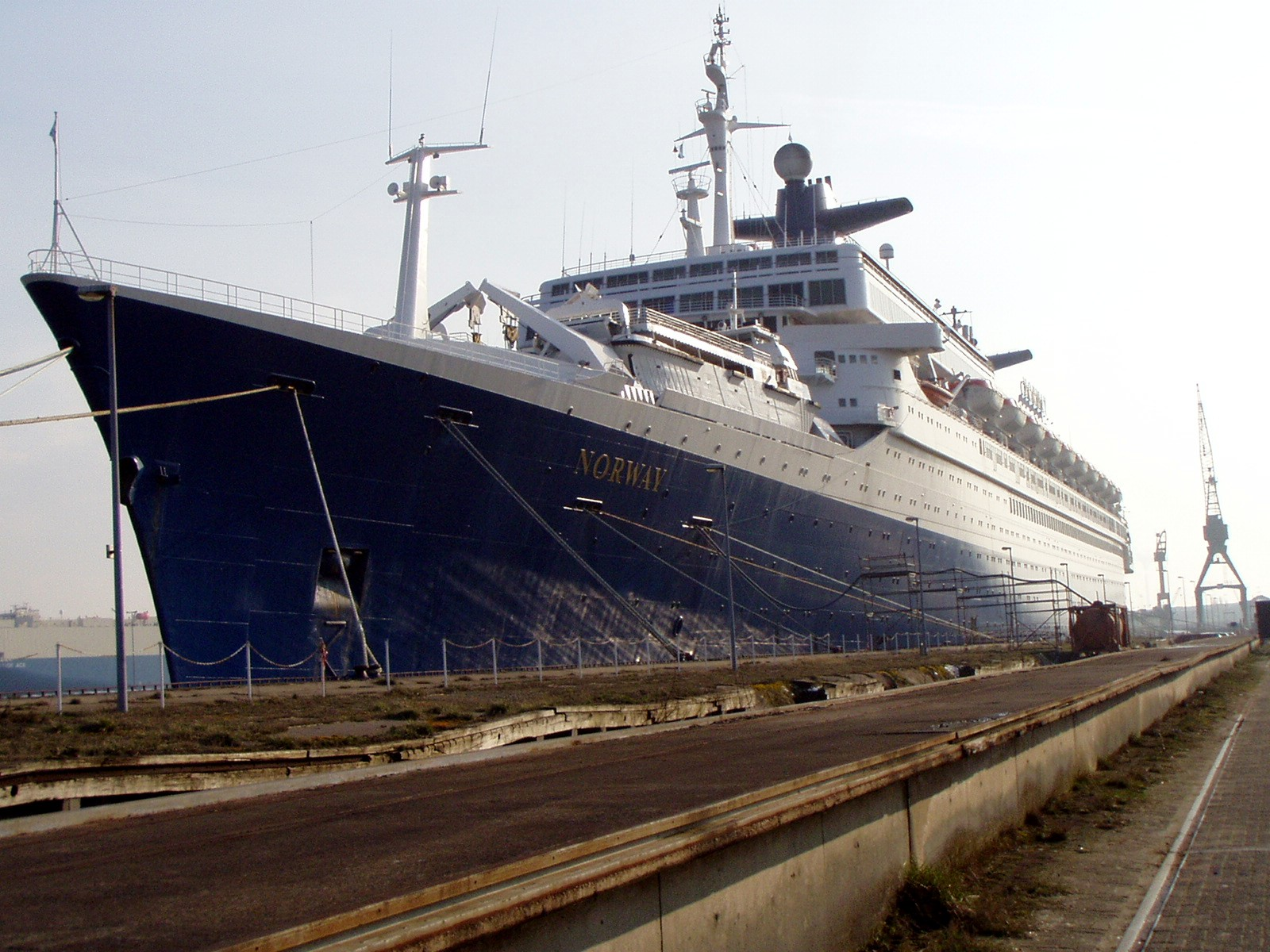
Le Norway désarmé à Bremerhaven en juillet 2004.

Les installations de l'appareil de propulsion sont fortement endommagées lors de l'explosion de l'une des quatre chaudières dans le port de Miami, le 25 mai 2003, causant la mort de plusieurs marins. Remorqué, il part de Floride le 4 juillet 2003, en direction de Bremerhaven, où il arrive le 24 juillet 2003, pour la réparation du système de propulsion. Son état général reste très bon, mais il a déjà 41 ans de service. Au cours de l'hiver 2003, une forte tempête s'abat sur la mer du Nord et fait chavirer le dernier-né de la compagnie NCL, le Pride of America. La compagnie décide la réparation de celui-ci, alors en construction, ce qui anéantit tout espoir de revoir le Norway naviguer. Il reste amarré au Kaiserhafen III (le quai de l'Empereur) de Bremerhaven, qu'il quitte le 23 mai 2005 avec l'aide de cinq remorqueurs. Sorti du port, le paquebot est pris en charge par le remorqueur De Da. Il arrive le 10 août 2005 au large de Port Kelang, un grand port situé à environ 100 km à l'ouest de Kuala Lumpur en Malaisie occidentale, où il attend son sort. Revendu à un ferrailleur indien, Sanjay Mehta, il change de nom pour Blue Lady fin janvier 2006.

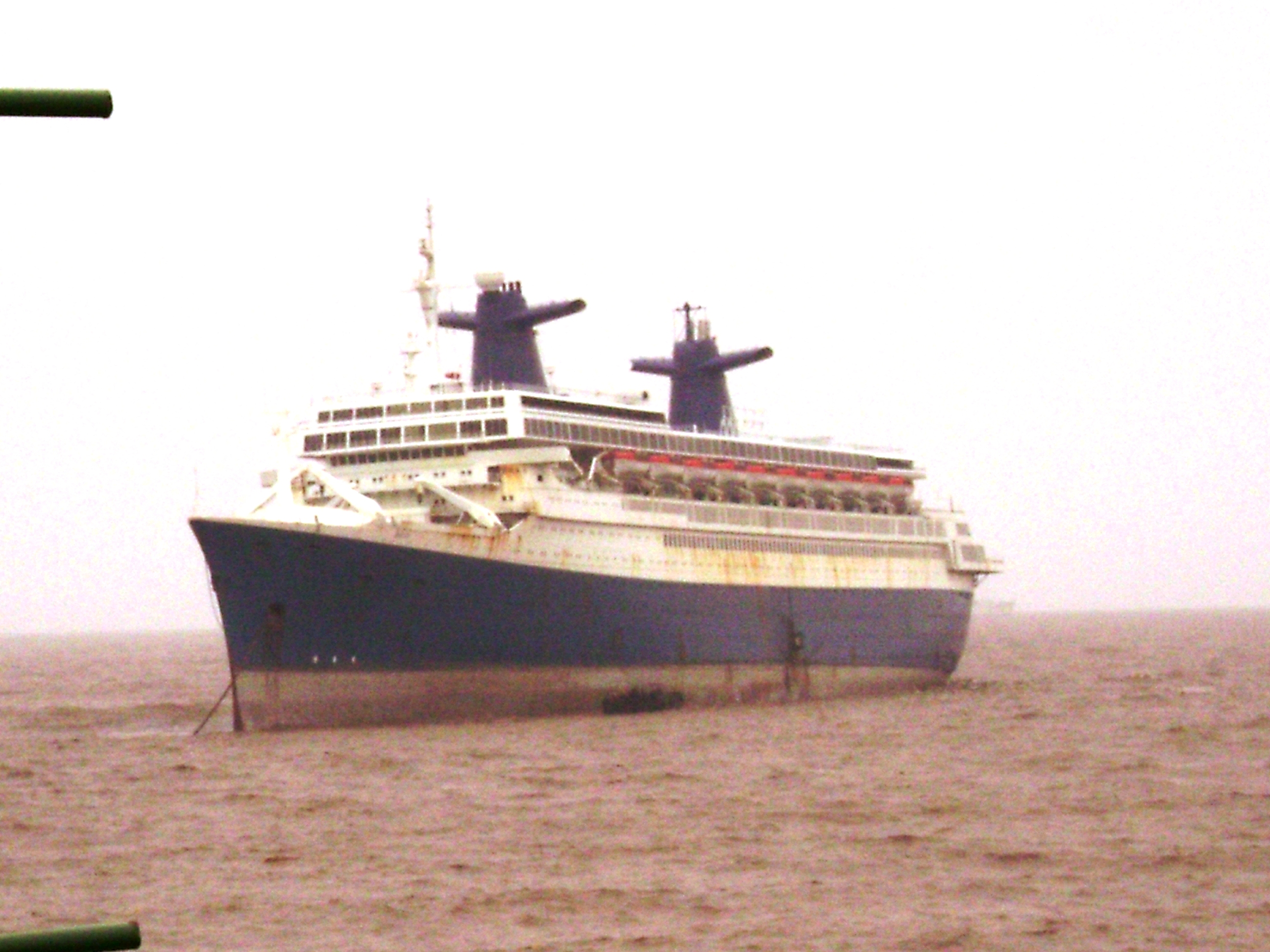
Le Blue Lady reste ancré devant la plage d’Alang pendant près d’un an en attendant l’autorisation de son démantèlement.

Le 16 février 2006, le gouvernement bangladais interdit le démantèlement du navire parce qu'il contient de l'amiante. La veille, la décision du Conseil d'État français obligeait Paris à rapatrier le Clemenceau qui devait être également démoli en Inde. Le 2 août 2006, la Cour suprême de l'Inde autorise finalement le démantèlement en Inde du paquebot, et le 14 août 2006 le Blue Lady vient s'échouer devant la plage d’Alang pour y être démoli.

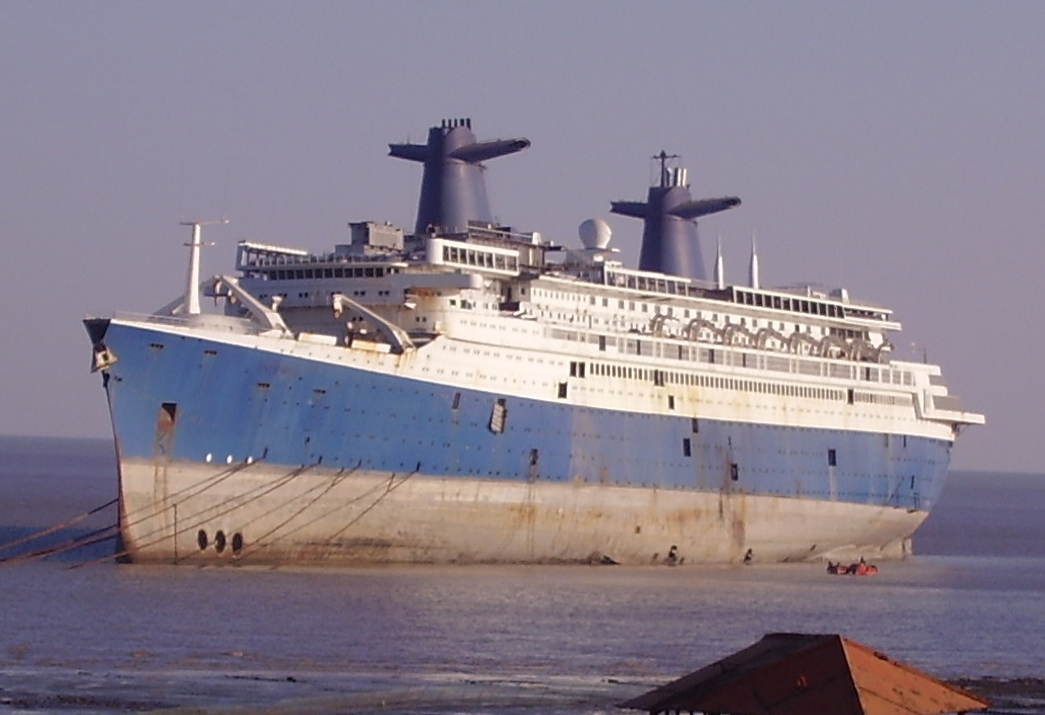
Le démantèlement du Blue Lady nécessite près de deux ans.

Attendue en mars 2007, puis repoussée au 13 mai 2007, une décision de la Cour suprême indienne autorise PriyaBlue, le démolisseur qui a racheté le bateau, à commencer le pompage des l'huiles et du mazout se trouvant encore à bord, sous le contrôle d'experts de l'État de Gujarat. Cette opération rend inéluctable son démantèlement sur place car le navire, échoué pendant presque un an sur la plage d'Alang, est devenu hors d'état de naviguer, malgré deux projets de reprise, dont l'un proposait sa transformation en hôtel-casino amarré près de Honfleur. Le 11 septembre 2007, la Cour suprême indienne donne son feu vert au démantèlement du navire. Celui-ci ayant été entièrement pillé lors de son passage en Malaisie, son démantèlement intégral nécessite près de deux ans de travaux.

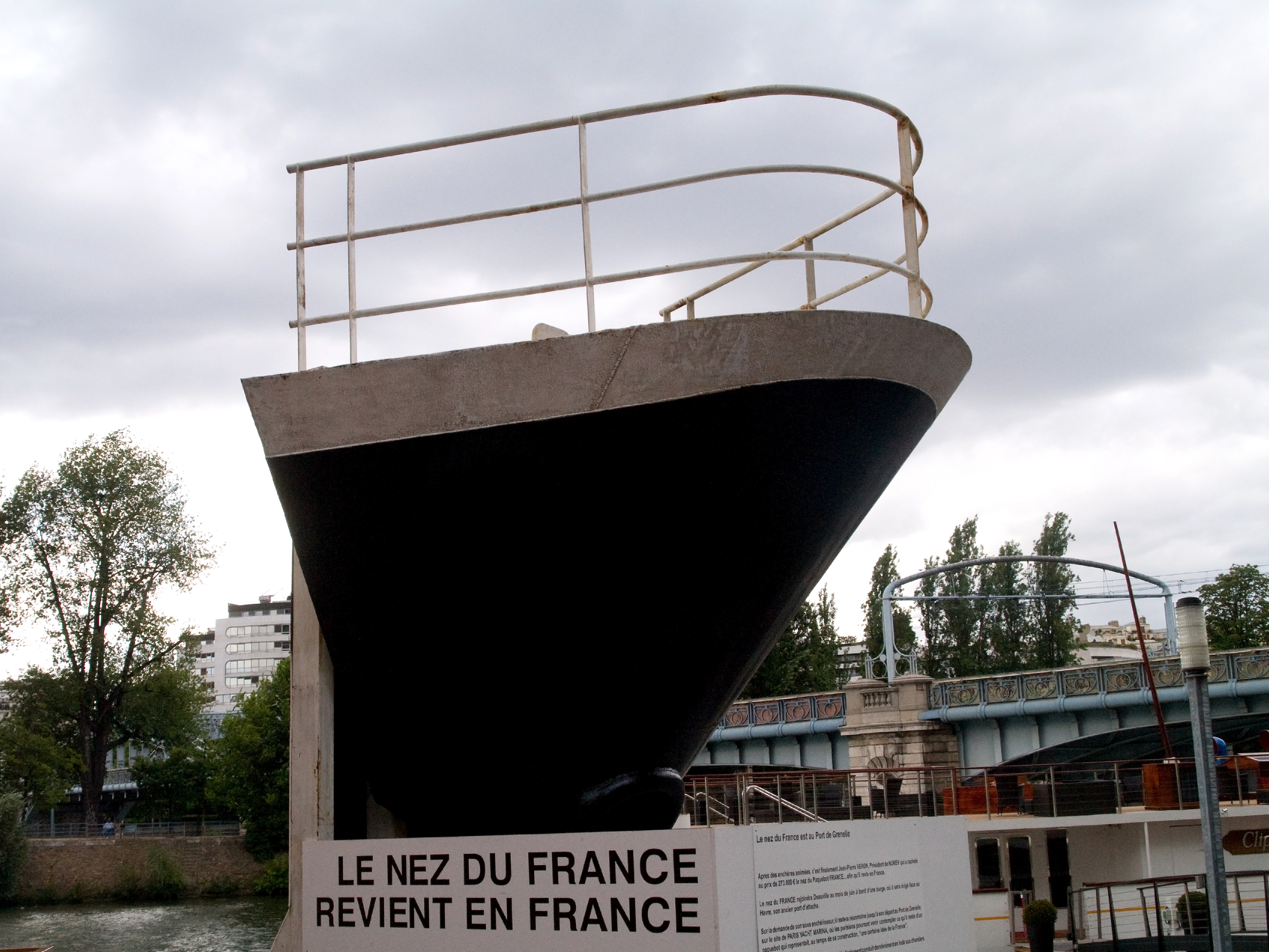
Le nez du France est exposé au Port de Grenelle à Paris de 2009 à 2017.

Un aventurier et amateur d'art, Jacques Dworczak, rachète près de 500 pièces du paquebot en Inde, dont le nez (une partie de l'étrave découpée dans le haut de la proue de l'ancien paquebot, haute de 3,51 mètres et pesant plus de 4 tonnes). Ces pièces sont mises aux enchères chez Artcurial, le 8 et 9 février à Paris. Le nez est acquis pour la somme de 273 000 € à une société immobilière de Deauville dont le promoteur immobilier, Jean-Pierre Véron, annonce vouloir l'installer dans cette commune, dans l'ensemble « Blue Bay » qu'il commercialise. En attendant de l'y installer, il confie cette pièce à Didier Spade, armateur et entrepreneur du projet du nouveau paquebot France, qui en est le dépositaire de 2009 à 2017 : elle est alors visible sur le quai du port de Grenelle à Paris. Le nez est menacé de diverses saisies-ventes, Jean-Pierre Véron ayant fait l'objet de plusieurs condamnations dans le cadre de programmes immobiliers. La pièce est finalement acquise aux enchères en mai 2017 pour un montant de 171 600 €, sur préemption du ministère de la Culture, pour le compte de la ville du Havre.

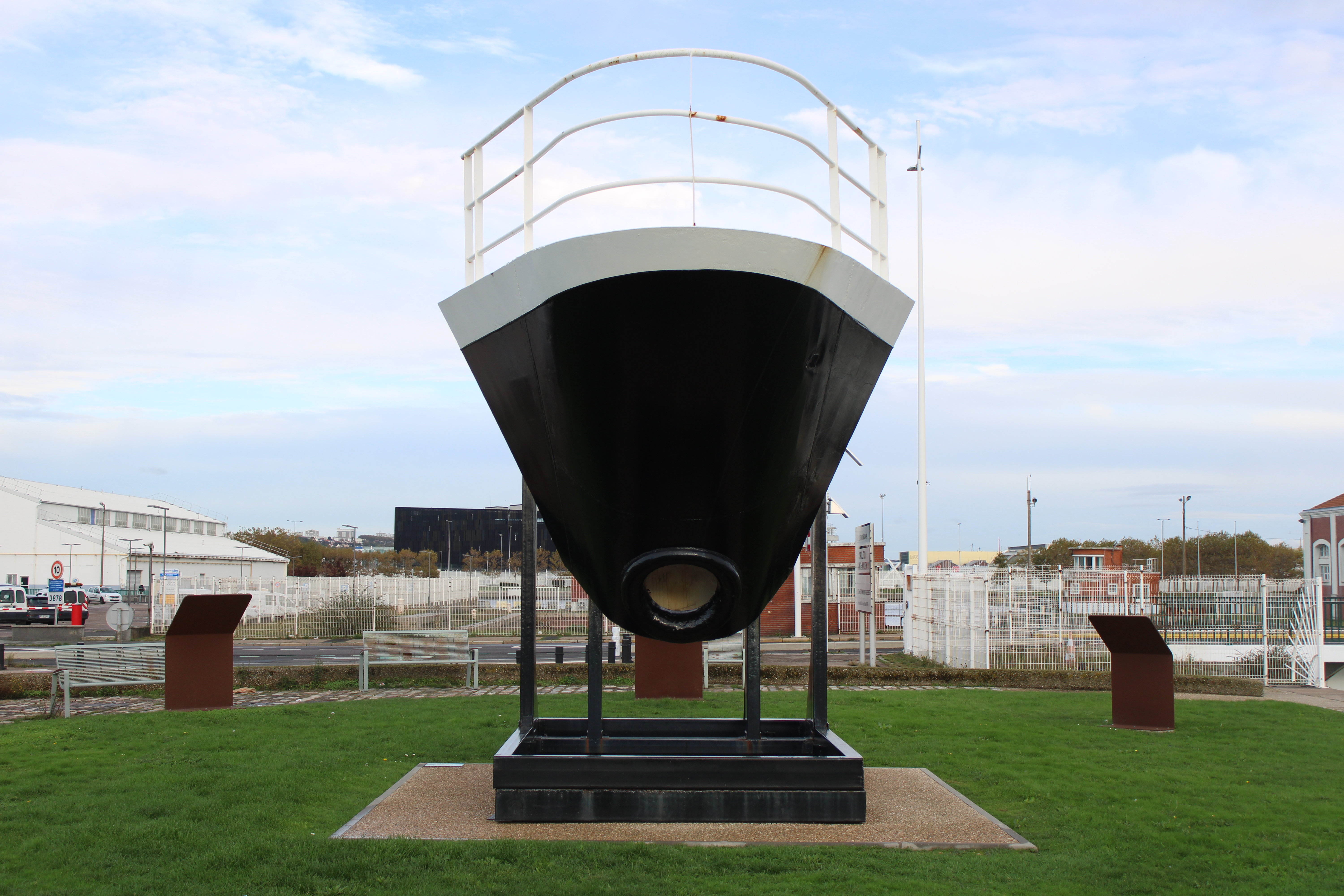
Depuis septembre 2018, le nez du France est exposé au Havre, son ancien port d’attache.

Depuis le 26 septembre 2018, le nez du paquebot est installé au Havre, son port d'attache historique, face au siège social du grand port maritime du Havre. Pour l'occasion, la pièce a été reconditionnée dans ses couleurs d'origine.
Cette fin est à mettre en parallèle avec la transformation du Queen Mary en musée flottant à Long Beach (Californie) et celle du Queen Elizabeth 2 en hôtel de luxe à Dubaï.

## Caractéristiques techniques

### Paquebot Francede janvier 1962
- Longueur hors-tout : 315,66 m
- Longueur de flottaison : 299,22 m
- Longueur entre perpendiculaires : 290,00 m
- Maître-bau : 33,70 m
- Tirant d'eau : 10,48 m
- Tirant d'air : 66,90 m
- Déplacement : 57 607 t
- Port en lourd : 13 960 t
- Jauge brute : 66 348 unités UMS
- Vitesse en service : 31 nœuds avec ses quatre hélices
- Puissance : 160 000 ch

### Après les transformations de 1979
- Jauge : 76 049 unités de jauge brute, 45 886 unités de jauge nette
- Maître-bau : 33,81 m
- Machines : 2 turbines CEM – Parsons de 40 000 ch
- Vitesse : 23 nœuds maximum, 16 à 18 en croisière.

Les autres dimensions demeurent inchangées.

## Souvenirs et postérité
Dans la mémoire collective en France, le navire a été célébré par la chanson de Michel Sardou Le France (1975), écrite par Pierre Delanoë, qui lui rend hommage juste au moment de sa vente. Resté six semaines numéro un, le single se vend à 950 000 exemplaires et demeure un titre majeur du répertoire du chanteur.
Sauvé du démantèlement, le « nez » du France : une pièce découpée du haut de l'étrave de 4 tonnes et de 4,5 mètres de haut, a été vendue par François Tajan en février 2009 pour 273 000 euros à un promoteur immobilier. Celui-ci le laisse sur Paris au port de Grenelle en attente de l'exposer à Deauville. Finalement le « nez » est remis aux enchères en 2017 et préempté par la ville du Havre qui l'installe face au terminal croisière du Grand port maritime du Havre.
L'établissement public French Lines, installé dans une ancienne usine du Havre, conserve de nombreuses pièces du patrimoine maritime, dont du paquebot France : « tapisseries d'Aubusson, bagages, argenterie, commodes de première classe avec plateau Formica, sièges, chapelle portative, affiches (liste Le Monde) ». Cependant, cette collection ne se visite pas.
En 2011, le France a fait l'objet d'une exposition au musée national de la Marine à Paris. Son mobilier typique des années 1960 - tweed orange et tôles peintes bleu ciel notamment - est fortement dégradé et a moins bien vieilli que celui issu du Normandie, présenté dans la même exposition, et qui privilégiait les matériaux nobles (boiseries et sculptures de verre).
Un épisode de la bande dessinée Ric Hochet se déroule sur le France : Rapt sur le France (1968).
Une maquette à l'échelle 1:600 du paquebot est éditée par les marques de modèles réduits (Airfix notamment,…)

### LeFranceau cinéma
Le film Le bonheur est pour demain a été tourné en 1960 sur le chantier de construction du France.
Les Amoureux du France, film de Pierre Grimblat, 1964.
Le paquebot apparaît dans le film Le Gendarme à New York de Jean Girault, sorti en 1965.
Il apparaît également en 1969 dans la scène finale du film de Gérard Oury Le Cerveau, avec à son bord Bourvil, Jean-Paul Belmondo et David Niven.
On le voit aussi sur les dernières images du film Serpico de Sidney Lumet, avec Al Pacino, tourné en 1972 à New York, ainsi que dans la première scène d'Un après-midi de chien du même réalisateur, encore une fois avec Al Pacino et toujours tourné à New York, en 1975.
On l'aperçoit dans le film Les Grandes Vacances (1967) de Jean Girault, avec Louis de Funès.
On l'aperçoit dans le film Le Clan des Siciliens d'Henri Verneuil (1969), quand l'avion détourné survole le port de New York.

### Philatélie
En janvier 1962, un timbre postal a été émis pour célébrer la première croisière du France, avec une oblitération Premier jour le 11 janvier au Havre.
Entre juin 2015 et février 2016, la Poste a mis en vente un timbre à 0,76 € à l'effigie du paquebot.

### Ventes aux enchères
En février 2009, des éléments et objets provenant du paquebot sont vendus aux enchères à Paris.